# Racova (okręg Bacău)
Racova – wieś w Rumunii, w okręgu Bacău, w gminie Racova. W 2011 roku liczyła 2172 mieszkańców.